# Yamada (Iwate)
Yamada (山田町 Yamada-machi?) es un municipio situado en el distrito de Shimohei en la prefectura de Iwate, Japón. Tiene una población estimada, a inicios de agosto de 2024, de 13 982 habitantes.
Su superficie total es de 262.81 km².

## Geografía

### Municipios circundantes
- Prefectura de Iwate
  - Miyako
  - Ōtsuchi

## Demografía
Según datos del censo japonés, la población de Yamada ha disminuido en los últimos años.
| Año del censo | Población |
| ------------- | --------- |
| 1995          | 22 019    |
| 2000          | 21 214    |
| 2005          | 20 142    |
| 2010          | 18 617    |
| 2015          | 15 826    |
| 2024 (est.)   | 13 982    |